# Sigvard Bernadotte de Wisborg

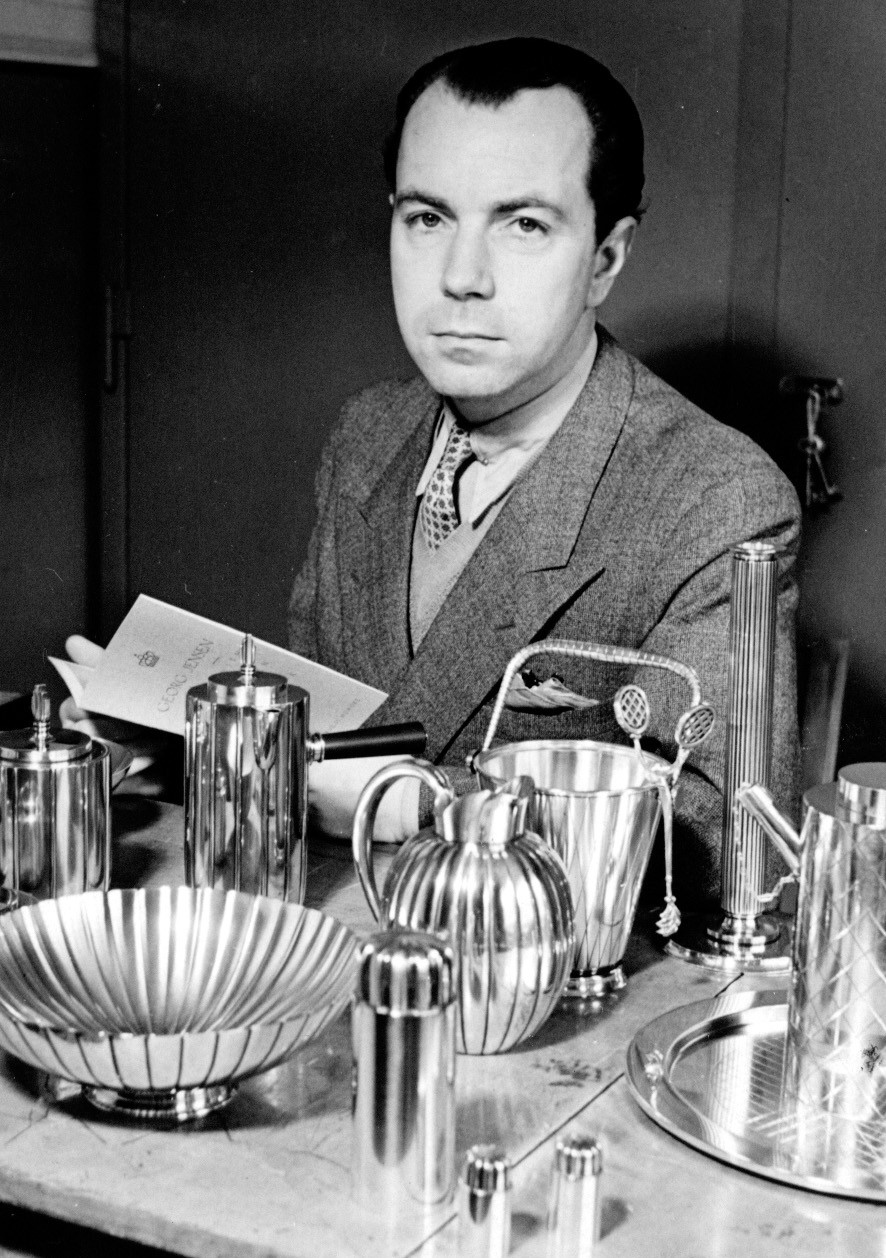
Sigvard Bernadotte

Sigvard Oscar Frederik graaf Bernadotte de Wisborg (Slot Drottningholm, 7 juni 1907 – Stockholm, 4 februari 2002) was tot 1934 prins van Zweden en hertog van Uppland. Hij was de tweede zoon van koning Gustaaf VI Adolf van Zweden en van kroonprinses Margaretha van Connaught. Tijdens zijn geboorte was zijn vader prins van Zweden en hertog van Skåne.

## Jeugd en familie
Hij werd geboren op 7 juni 1907 tijdens het koningschap van Oscar II van Zweden. Zijn grootouders aan vaderskant waren de latere koning Gustaaf V van Zweden en koningin Victoria van Baden. En zijn grootouders aan moederskant waren prins Arthur van het Verenigd Koninkrijk en prinses Louise Margaretha van Pruisen. De ouders van Sigvards vader waren de hertog en hertogin van Värmland. De ouders van Sigvards moeder waren hertog en hertogin van Connaught en Strathearn.
Sigvard was een jongere broer van prins Gustaaf Adolf (1906-1947). Sigvard was de oudere broer van prinses Ingrid (1910-2000), na haar huwelijk met Frederik IX van Denemarken later koningin van Denemarken. Sigvard had ook nog twee jongere broers: prins Bertil (1912-1997) en prins Karel Johan (1916-2012).
Toen zijn overgrootvader, Oscar II, op 8 december 1907 overleed, werd zijn grootvader koning van Zweden als Gustaaf V. Zijn eigen vader werd pas koning op 29 oktober 1950 op de leeftijd van 67 jaar.

## Huwelijken
Sigvard huwde drie keer. Als eerste nam hij op 8 maart 1934 in Londen Erica Maria Patzek (1911-2007), een dochter van Anton Patzek en zijn vrouw Marie Anna Lala, tot vrouw, deed afstand van zijn Zweedse titels en werd uitgesloten van de lijn van erfopvolging. Uit het huwelijk van Sigvard en Erika werden geen kinderen geboren en het huwelijk strandde op 14 oktober 1943.
Al twaalf dagen later, op 26 oktober 1943, trad Sigvard in Kopenhagen in het huwelijk met Sonja Christensen Robbert (1909-2004), dochter van Robert Alexander Christensen Robbert en zijn vrouw Ebba Elisabeth Svenson. Uit dit huwelijk werd op 21 augustus 1944 te Kopenhagen een zoon geboren, graaf Michael Sigvard Bernadotte af Wisborg. Ook het tweede huwelijk van Sigvard eindigde in een scheiding, op 6 juni 1961.
Een maand later, op 30 juli 1961, trad hij in Stockholm voor de derde keer in het huwelijk met Marianne Lindberg (ook wel Gullan Marie genoemd), geboren in 1924. Zij was eerst getrouwd geweest met Gabriel Tchang, een zoon van een Chinese minister; bij hem had Marianne al twee kinderen. Marianne was een dochter van Helge Lindberg en diens vrouw Thyra Dahlman. Zij werd gravin Marianne Bernadotte van Wisborg.

## Titels en overlijden
Op 2 juli 1951 werd hij verheven tot graaf Bernadotte af Wisborg door groothertogin Charlotte van Luxemburg. Op 28 mei 1983 maakte Sigvard bekend aan de Tidningarnas Telegrambyrå (was een groot Zweeds telegram bureau) dat hij weer de titel prins van Zweden aannam.
Vanaf 1994 tot zijn overlijden was hij het oudst levende achterkleinkind van koninginVictoria van het Verenigd Koninkrijk. Met de gezegende leeftijd van 94 jaar was hij toen de langst levende mannelijke nakomeling van de Britse koningin. Zijn jongere broer Karel Johan zou hem nadien nog overtreffen door het bereiken van de leeftijd van 95 en een half jaar.

## Kwartierstaat (voorouders)
| Oscar II van Zweden (1829-1907) | Oscar II van Zweden (1829-1907) | Oscar II van Zweden (1829-1907) | Oscar II van Zweden (1829-1907) | Oscar II van Zweden (1829-1907)      | Oscar II van Zweden (1829-1907)      | Sophia van Nassau (1836-1913)        | Sophia van Nassau (1836-1913)        | Sophia van Nassau (1836-1913)        | Sophia van Nassau (1836-1913)        | Sophia van Nassau (1836-1913)           | Sophia van Nassau (1836-1913)           |                                         |                                         | Frederik I van Baden (1862-1907)          | Frederik I van Baden (1862-1907)          | Frederik I van Baden (1862-1907)          | Frederik I van Baden (1862-1907)          | Frederik I van Baden (1862-1907)          | Frederik I van Baden (1862-1907)          | Louise Marie Elisabeth van Pruisen (1838-1923) | Louise Marie Elisabeth van Pruisen (1838-1923) | Louise Marie Elisabeth van Pruisen (1838-1923) | Louise Marie Elisabeth van Pruisen (1838-1923) | Louise Marie Elisabeth van Pruisen (1838-1923)         | Louise Marie Elisabeth van Pruisen (1838-1923)         |                                                        |                                                        | Albert van Saksen-Coburg en Gotha (1819-1861)          | Albert van Saksen-Coburg en Gotha (1819-1861)          | Albert van Saksen-Coburg en Gotha (1819-1861) | Albert van Saksen-Coburg en Gotha (1819-1861) | Albert van Saksen-Coburg en Gotha (1819-1861)  | Albert van Saksen-Coburg en Gotha (1819-1861)  | Victoria van het Verenigd Koninkrijk (1819-1901) | Victoria van het Verenigd Koninkrijk (1819-1901) | Victoria van het Verenigd Koninkrijk (1819-1901) | Victoria van het Verenigd Koninkrijk (1819-1901) | Victoria van het Verenigd Koninkrijk (1819-1901) | Victoria van het Verenigd Koninkrijk (1819-1901) |                                      |                                      | Frederik Karel van Pruisen (1828-1885) | Frederik Karel van Pruisen (1828-1885) | Frederik Karel van Pruisen (1828-1885)        | Frederik Karel van Pruisen (1828-1885)        | Frederik Karel van Pruisen (1828-1885)        | Frederik Karel van Pruisen (1828-1885)        | Maria Anna van Anhalt-Dessau (1837-1906)      | Maria Anna van Anhalt-Dessau (1837-1906)      | Maria Anna van Anhalt-Dessau (1837-1906) | Maria Anna van Anhalt-Dessau (1837-1906) | Maria Anna van Anhalt-Dessau (1837-1906) | Maria Anna van Anhalt-Dessau (1837-1906) |  |  |  |  |  |  |  |  |  |  |  |  |  |  |  |  |  |  |  |  |  |  |  |  |  |  |  |  |  |  |  |  |  |  |  |  |  |  |  |  |  |  |  |  |  |  |  |  |
| Oscar II van Zweden (1829-1907) | Oscar II van Zweden (1829-1907) | Oscar II van Zweden (1829-1907) | Oscar II van Zweden (1829-1907) | Oscar II van Zweden (1829-1907)      | Oscar II van Zweden (1829-1907)      | Sophia van Nassau (1836-1913)        | Sophia van Nassau (1836-1913)        | Sophia van Nassau (1836-1913)        | Sophia van Nassau (1836-1913)        | Sophia van Nassau (1836-1913)           | Sophia van Nassau (1836-1913)           |                                         |                                         | Frederik I van Baden (1862-1907)          | Frederik I van Baden (1862-1907)          | Frederik I van Baden (1862-1907)          | Frederik I van Baden (1862-1907)          | Frederik I van Baden (1862-1907)          | Frederik I van Baden (1862-1907)          | Louise Marie Elisabeth van Pruisen (1838-1923) | Louise Marie Elisabeth van Pruisen (1838-1923) | Louise Marie Elisabeth van Pruisen (1838-1923) | Louise Marie Elisabeth van Pruisen (1838-1923) | Louise Marie Elisabeth van Pruisen (1838-1923)         | Louise Marie Elisabeth van Pruisen (1838-1923)         |                                                        |                                                        | Albert van Saksen-Coburg en Gotha (1819-1861)          | Albert van Saksen-Coburg en Gotha (1819-1861)          | Albert van Saksen-Coburg en Gotha (1819-1861) | Albert van Saksen-Coburg en Gotha (1819-1861) | Albert van Saksen-Coburg en Gotha (1819-1861)  | Albert van Saksen-Coburg en Gotha (1819-1861)  | Victoria van het Verenigd Koninkrijk (1819-1901) | Victoria van het Verenigd Koninkrijk (1819-1901) | Victoria van het Verenigd Koninkrijk (1819-1901) | Victoria van het Verenigd Koninkrijk (1819-1901) | Victoria van het Verenigd Koninkrijk (1819-1901) | Victoria van het Verenigd Koninkrijk (1819-1901) |                                      |                                      | Frederik Karel van Pruisen (1828-1885) | Frederik Karel van Pruisen (1828-1885) | Frederik Karel van Pruisen (1828-1885)        | Frederik Karel van Pruisen (1828-1885)        | Frederik Karel van Pruisen (1828-1885)        | Frederik Karel van Pruisen (1828-1885)        | Maria Anna van Anhalt-Dessau (1837-1906)      | Maria Anna van Anhalt-Dessau (1837-1906)      | Maria Anna van Anhalt-Dessau (1837-1906) | Maria Anna van Anhalt-Dessau (1837-1906) | Maria Anna van Anhalt-Dessau (1837-1906) | Maria Anna van Anhalt-Dessau (1837-1906) |  |  |  |  |  |  |  |  |  |  |  |  |  |  |  |  |  |  |  |  |  |  |  |  |  |  |  |  |  |  |  |  |  |  |  |  |  |  |  |  |  |  |  |  |  |  |  |  |
|                                 |                                 |                                 |                                 |                                      |                                      |                                      |                                      |                                      |                                      |                                         |                                         |                                         |                                         |                                           |                                           |                                           |                                           |                                           |                                           |                                                |                                                |                                                |                                                |                                                        |                                                        |                                                        |                                                        |                                                        |                                                        |                                               |                                               |                                                |                                                |                                                  |                                                  |                                                  |                                                  |                                                  |                                                  |                                      |                                      |                                        |                                        |                                               |                                               |                                               |                                               |                                               |                                               |                                          |                                          |                                          |                                          |  |  |  |  |  |  |  |  |  |  |  |  |  |  |  |  |  |  |  |  |  |  |  |  |  |  |  |  |  |  |  |  |  |  |  |  |  |  |  |  |  |  |  |  |  |  |  |  |
|                                 |                                 |                                 |                                 | Gustaaf V van Zweden (1858–1950)     | Gustaaf V van Zweden (1858–1950)     | Gustaaf V van Zweden (1858–1950)     | Gustaaf V van Zweden (1858–1950)     | Gustaaf V van Zweden (1858–1950)     | Gustaaf V van Zweden (1858–1950)     |                                         |                                         |                                         |                                         |                                           |                                           | Victoria van Baden (1862-1930)            | Victoria van Baden (1862-1930)            | Victoria van Baden (1862-1930)            | Victoria van Baden (1862-1930)            | Victoria van Baden (1862-1930)                 | Victoria van Baden (1862-1930)                 |                                                |                                                |                                                        |                                                        |                                                        |                                                        |                                                        |                                                        |                                               |                                               | Arthur van Connaught en Strathearn (1850-1942) | Arthur van Connaught en Strathearn (1850-1942) | Arthur van Connaught en Strathearn (1850-1942)   | Arthur van Connaught en Strathearn (1850-1942)   | Arthur van Connaught en Strathearn (1850-1942)   | Arthur van Connaught en Strathearn (1850-1942)   |                                                  |                                                  |                                      |                                      |                                        |                                        | Louise Margaretha van Pruisen (1860-1917)     | Louise Margaretha van Pruisen (1860-1917)     | Louise Margaretha van Pruisen (1860-1917)     | Louise Margaretha van Pruisen (1860-1917)     | Louise Margaretha van Pruisen (1860-1917)     | Louise Margaretha van Pruisen (1860-1917)     |                                          |                                          |                                          |                                          |  |  |  |  |  |  |  |  |  |  |  |  |  |  |  |  |  |  |  |  |  |  |  |  |  |  |  |  |  |  |  |  |  |  |  |  |  |  |  |  |  |  |  |  |  |  |  |  |
|                                 |                                 |                                 |                                 | Gustaaf V van Zweden (1858–1950)     | Gustaaf V van Zweden (1858–1950)     | Gustaaf V van Zweden (1858–1950)     | Gustaaf V van Zweden (1858–1950)     | Gustaaf V van Zweden (1858–1950)     | Gustaaf V van Zweden (1858–1950)     |                                         |                                         |                                         |                                         |                                           |                                           | Victoria van Baden (1862-1930)            | Victoria van Baden (1862-1930)            | Victoria van Baden (1862-1930)            | Victoria van Baden (1862-1930)            | Victoria van Baden (1862-1930)                 | Victoria van Baden (1862-1930)                 |                                                |                                                |                                                        |                                                        |                                                        |                                                        |                                                        |                                                        |                                               |                                               | Arthur van Connaught en Strathearn (1850-1942) | Arthur van Connaught en Strathearn (1850-1942) | Arthur van Connaught en Strathearn (1850-1942)   | Arthur van Connaught en Strathearn (1850-1942)   | Arthur van Connaught en Strathearn (1850-1942)   | Arthur van Connaught en Strathearn (1850-1942)   |                                                  |                                                  |                                      |                                      |                                        |                                        | Louise Margaretha van Pruisen (1860-1917)     | Louise Margaretha van Pruisen (1860-1917)     | Louise Margaretha van Pruisen (1860-1917)     | Louise Margaretha van Pruisen (1860-1917)     | Louise Margaretha van Pruisen (1860-1917)     | Louise Margaretha van Pruisen (1860-1917)     |                                          |                                          |                                          |                                          |  |  |  |  |  |  |  |  |  |  |  |  |  |  |  |  |  |  |  |  |  |  |  |  |  |  |  |  |  |  |  |  |  |  |  |  |  |  |  |  |  |  |  |  |  |  |  |  |
|                                 |                                 |                                 |                                 |                                      |                                      |                                      |                                      |                                      |                                      | Gustaaf VI Adolf van Zweden (1882–1973) | Gustaaf VI Adolf van Zweden (1882–1973) | Gustaaf VI Adolf van Zweden (1882–1973) | Gustaaf VI Adolf van Zweden (1882–1973) | Gustaaf VI Adolf van Zweden (1882–1973)   | Gustaaf VI Adolf van Zweden (1882–1973)   |                                           |                                           |                                           |                                           |                                                |                                                |                                                |                                                |                                                        |                                                        |                                                        |                                                        |                                                        |                                                        |                                               |                                               |                                                |                                                |                                                  |                                                  |                                                  |                                                  | Margaretha van Connaught (1882-1920)             | Margaretha van Connaught (1882-1920)             | Margaretha van Connaught (1882-1920) | Margaretha van Connaught (1882-1920) | Margaretha van Connaught (1882-1920)   | Margaretha van Connaught (1882-1920)   |                                               |                                               |                                               |                                               |                                               |                                               |                                          |                                          |                                          |                                          |  |  |  |  |  |  |  |  |  |  |  |  |  |  |  |  |  |  |  |  |  |  |  |  |  |  |  |  |  |  |  |  |  |  |  |  |  |  |  |  |  |  |  |  |  |  |  |  |
|                                 |                                 |                                 |                                 |                                      |                                      |                                      |                                      |                                      |                                      | Gustaaf VI Adolf van Zweden (1882–1973) | Gustaaf VI Adolf van Zweden (1882–1973) | Gustaaf VI Adolf van Zweden (1882–1973) | Gustaaf VI Adolf van Zweden (1882–1973) | Gustaaf VI Adolf van Zweden (1882–1973)   | Gustaaf VI Adolf van Zweden (1882–1973)   |                                           |                                           |                                           |                                           |                                                |                                                |                                                |                                                |                                                        |                                                        |                                                        |                                                        |                                                        |                                                        |                                               |                                               |                                                |                                                |                                                  |                                                  |                                                  |                                                  | Margaretha van Connaught (1882-1920)             | Margaretha van Connaught (1882-1920)             | Margaretha van Connaught (1882-1920) | Margaretha van Connaught (1882-1920) | Margaretha van Connaught (1882-1920)   | Margaretha van Connaught (1882-1920)   |                                               |                                               |                                               |                                               |                                               |                                               |                                          |                                          |                                          |                                          |  |  |  |  |  |  |  |  |  |  |  |  |  |  |  |  |  |  |  |  |  |  |  |  |  |  |  |  |  |  |  |  |  |  |  |  |  |  |  |  |  |  |  |  |  |  |  |  |
|                                 |                                 |                                 |                                 |                                      |                                      |                                      |                                      |                                      |                                      |                                         |                                         |                                         |                                         |                                           |                                           |                                           |                                           |                                           |                                           |                                                |                                                |                                                |                                                |                                                        |                                                        |                                                        |                                                        |                                                        |                                                        |                                               |                                               |                                                |                                                |                                                  |                                                  |                                                  |                                                  |                                                  |                                                  |                                      |                                      |                                        |                                        |                                               |                                               |                                               |                                               |                                               |                                               |                                          |                                          |                                          |                                          |  |  |  |  |  |  |  |  |  |  |  |  |  |  |  |  |  |  |  |  |  |  |  |  |  |  |  |  |  |  |  |  |  |  |  |  |  |  |  |  |  |  |  |  |  |  |  |  |
|                                 |                                 |                                 |                                 |                                      |                                      |                                      |                                      |                                      |                                      |                                         |                                         |                                         |                                         |                                           |                                           |                                           |                                           |                                           |                                           |                                                |                                                |                                                |                                                |                                                        |                                                        |                                                        |                                                        |                                                        |                                                        |                                               |                                               |                                                |                                                |                                                  |                                                  |                                                  |                                                  |                                                  |                                                  |                                      |                                      |                                        |                                        |                                               |                                               |                                               |                                               |                                               |                                               |                                          |                                          |                                          |                                          |  |  |  |  |  |  |  |  |  |  |  |  |  |  |  |  |  |  |  |  |  |  |  |  |  |  |  |  |  |  |  |  |  |  |  |  |  |  |  |  |  |  |  |  |  |  |  |  |
|                                 |                                 |                                 |                                 | Gustaaf Adolf van Zweden (1906–1947) | Gustaaf Adolf van Zweden (1906–1947) | Gustaaf Adolf van Zweden (1906–1947) | Gustaaf Adolf van Zweden (1906–1947) | Gustaaf Adolf van Zweden (1906–1947) | Gustaaf Adolf van Zweden (1906–1947) |                                         |                                         |                                         |                                         | Sigvard Bernadotte de Wisborg (1907-2002) | Sigvard Bernadotte de Wisborg (1907-2002) | Sigvard Bernadotte de Wisborg (1907-2002) | Sigvard Bernadotte de Wisborg (1907-2002) | Sigvard Bernadotte de Wisborg (1907-2002) | Sigvard Bernadotte de Wisborg (1907-2002) |                                                |                                                |                                                |                                                | Ingrid van Zweden, koningin van Denemarken (1910-2000) | Ingrid van Zweden, koningin van Denemarken (1910-2000) | Ingrid van Zweden, koningin van Denemarken (1910-2000) | Ingrid van Zweden, koningin van Denemarken (1910-2000) | Ingrid van Zweden, koningin van Denemarken (1910-2000) | Ingrid van Zweden, koningin van Denemarken (1910-2000) |                                               |                                               |                                                |                                                | Bertil van Zweden (1912-1997)                    | Bertil van Zweden (1912-1997)                    | Bertil van Zweden (1912-1997)                    | Bertil van Zweden (1912-1997)                    | Bertil van Zweden (1912-1997)                    | Bertil van Zweden (1912-1997)                    |                                      |                                      |                                        |                                        | Karel Johan Bernadotte de Wisborg (1916-2012) | Karel Johan Bernadotte de Wisborg (1916-2012) | Karel Johan Bernadotte de Wisborg (1916-2012) | Karel Johan Bernadotte de Wisborg (1916-2012) | Karel Johan Bernadotte de Wisborg (1916-2012) | Karel Johan Bernadotte de Wisborg (1916-2012) |                                          |                                          |                                          |                                          |  |  |  |  |  |  |  |  |  |  |  |  |  |  |  |  |  |  |  |  |  |  |  |  |  |  |  |  |  |  |  |  |  |  |  |  |  |  |  |  |  |  |  |  |  |  |  |  |